# Pratapgarh (distrikt)
Pratapgarh är ett distrikt i den indiska delstaten Uttar Pradesh, och hade 2 731 174 invånare år 2001 på en yta av 3 717 km². Det gör en befolkningsdensitet på 734,8 inv/km². Den administrativa huvudorten är staden Bela Pratapgarh. De största religionerna är Hinduism (85,89 %) och Islam (13,70 %).

## Administrativ indelning
Distriktet är indelat i fyra kommunliknande enheter, tehsils:
- Kunda, Lalganj, Patti, Pratapgarh

## Städer
Distriktets städer är huvudorten Bela Pratapgarh samt Antu, Katra Medniganj, Kunda, Manikpur, Patti och Pratapgarh City.
Man bör notera att Bela Pratapgarh, ibland kallad bara Pratapgarh, och Pratapgarh City är två olika städer.
Urbaniseringsgraden låg på 5,29 procent år 2001.